# Augustin Pfleger
Augustin Pfleger (también Augustinus Pfleger, Augustinus Pflegerus, nacido en 1635 en Schlackenwerth, Reino de Bohemia, y muerto después del 23 de julio de 1686 en la misma ciudad) es un compositor y director de coro bohemio.

## Biografía
Augustin Pfleger estudió en Núremberg con Johann Erasmus Kindermann, fue director de coro del duque Julio Enrique de Sajonia-Lauenburgo alrededor de 1660 y desde 1662 trabajó en el Fürstenhof en Mecklemburgo-Güstrow como vicedirector de coro junto con el director de coro Daniel Daniélis. La historia de Güstrower Hofkapelle muestra que fue contratado nuevamente, por lo que se supone que trabajó allí anteriormente en la década de 1650. Después de la liberación de Daniélis en 1664, Pfleger fue nombrado director de coro y reestructuró la orquesta de la corte. De su paso por Güstrow hay una lista de 89 conciertos sagrados con un pequeño casting que hizo él mismo. Desde 1665 fue director de coro de la corte de Cristián Alberto de Holstein-Gottorp en el castillo de Gottorf. A Pfleger se le encomendó la concepción musical de la ceremonia de inauguración de la Universidad de Kiel en octubre de 1665, para la que produjo composiciones. En 1668, se representó una ópera en el castillo de Gottorf por primera vez bajo su dirección. Dejó Gottorf en 1673 hacia un destino desconocido. En algunas fuentes se afirma que Pfleger regresó a Güstrow en 1681 para reasumir el cargo de director de coro después de la repetida y definitiva salida de Daniélis. Sin embargo, esto no es seguro, porque nada al respecto está registrado en la historia de la Güstrower Hofkapelle. Más tarde regresó a su ciudad natal de Schlackenwerth, donde murió.

## Obras
Entre otras:
- Conciertos espirituales núm. 1-11 del año del Evangelio
- Conciertos espirituales n. ° 12-23 del año del Evangelio
- Música de pasión sobre las siete palabras de Jesucristo en la cruz
- Dialogus in festo annuntiationis Mariae - Música del Advenimiento de la Anunciación
- Missus est Angelus
- Laudate Dominum
- Cantatas
- Motetes
- Salmos

Para la inauguración de la Universidad de Kiel:
- Veni sancte spiritus
- Te Deum
- 6 odas profanas